# العلاقات السويدية الكندية
العلاقات السويدية الكندية هي العلاقات الثنائية التي تجمع بين السويد وكندا.

## مقارنة بين البلدين
هذه مقارنة عامة ومرجعية للدولتين:
| وجه المقارنة                                              | السويد                                                                               | كندا                     |
| --------------------------------------------------------- | ------------------------------------------------------------------------------------ | ------------------------ |
| المساحة (كم2)                                             | 450.30 ألف                                                                           | 9.98 مليون               |
| عدد السكان (نسمة)                                         | 10.16 مليون                                                                          | 35.70 مليون              |
| الكثافة السكانية (ن./كم²)                                 | 22.56                                                                                | 3.58                     |
| العاصمة                                                   | ستوكهولم                                                                             | أوتاوا                   |
| اللغة الرسمية                                             | اللغة السويدية، لغات السامي، اللغة الفنلندية، منكيلي، اللغة الرومنية، اللغة اليديشية | لغة إنجليزية، لغة فرنسية |
| العملة                                                    | كرونة سويدية                                                                         | دولار كندي               |
| الناتج المحلي الإجمالي (بليون دولار)                      | 538.04 مليار                                                                         | 1.65 تريليون             |
| الناتج المحلي الإجمالي (تعادل القوة الشرائية) بليون دولار | 469.01 مليار                                                                         | 1.59 تريليون             |
| الناتج المحلي الإجمالي الاسمي للفرد دولار أمريكي          | 50.58 ألف                                                                            | 43.25 ألف                |
| الناتج المحلي الإجمالي للفرد دولار أمريكي                 | 45.30 ألف                                                                            | 45.07 ألف                |
| مؤشر التنمية البشرية                                      | 0.907                                                                                | 0.913                    |
| رمز المكالمات الدولي                                      | +46                                                                                  | +1                       |
| رمز الإنترنت                                              | .se                                                                                  | .ca                      |
| المنطقة الزمنية                                           | توقيت وسط أوروبا، ت ع م+01:00، ت ع م+02:00، أوروبا/ستوكهولم ‏                         |                          |

## مدن متوأمة
في ما يلي قائمة باتفاقيات التوأمة بين مدن سويدية وكندية:
- ترتبط Umeå Municipality [الإنجليزية]‏ مع ساسكاتون باتفاقية توأمة منذ 1976.[14][15][16][17]
- ترتبط Leksand Municipality [الإنجليزية]‏ مع أورورا باتفاقية توأمة.

## منظمات دولية مشتركة
يشترك البلدان في عضوية مجموعة من المنظمات الدولية، منها:
| علم المنظمة | اسم المنظمة                               | تاريخ انضمام السويد | تاريخ انضمام كندا |
| ----------- | ----------------------------------------- | ------------------- | ----------------- |
|             | البنك الإفريقي للتنمية                    | ?                   | ?                 |
|             | المنظمة الهيدروغرافية الدولية             | ?                   | ?                 |
|             | المجلس القطبي                             | ?                   | ?                 |
|             | منظمة الشرطة الجنائية الدولية             | ?                   | ?                 |
|             | الاتحاد البريدي العالمي                   | ?                   | ?                 |
|             | بنك التنمية الآسيوي                       | 1966                | 1966              |
|             | مركز تنسيق الحركة في أوروبا ‏              | ?                   | ?                 |
|             | منظمة التجارة العالمية                    | 1995                | ?                 |
|             | منظمة التعاون الاقتصادي والتنمية          | ?                   | ?                 |
|             | الفريق المعني برصد الأرض                  | ?                   | ?                 |
|             | مجموعة الموردين النوويين                  | ?                   | ?                 |
|             | مؤسسة التنمية الدولية                     | 24 سبتمبر 1960      | 24 سبتمبر 1960    |
|             | اتفاقية السماوات المفتوحة                 | ?                   | ?                 |
|             | منظمة الأمن والتعاون في أوروبا            | 25 يونيو 1973       | 25 يونيو 1973     |
|             | الوكالة الدولية للطاقة                    | ?                   | ?                 |
|             | مؤسسة التمويل الدولية                     | 20 يوليو 1956       | 20 يوليو 1956     |
|             | منظمة حظر الأسلحة الكيميائية              | ?                   | ?                 |
|             | الأمم المتحدة                             | 19 نوفمبر 1946      | 9 نوفمبر 1945     |
|             | الاتحاد الدولي للاتصالات                  | 1866                | 1 يوليو 1908      |
|             | البنك الدولي للإنشاء والتعمير             | 31 أغسطس 1951       | 27 ديسمبر 1945    |
|             | مجموعة أستراليا                           | 1991                | 1985              |
|             | المركز الدولي لتسوية المنازعات الاستشارية | 28 يناير 1967       | 1 ديسمبر 2013     |
|             | عصبة الأمم                                | ?                   | ?                 |
|             | وكالة ضمان الاستثمار متعدد الأطراف        | 12 أبريل 1988       | 12 أبريل 1988     |
|             | نظام تحكم تكنولوجيا القذائف               | 1991                | 1987              |
|             | يونسكو                                    | 23 يناير 1950       | 4 نوفمبر 1946     |

## أعلام
هذه قائمة لبعض الشخصيات التي تربطها علاقات بالبلدين:
- مالين أكرمان (12 مايو 1978 – )
- هايدن كرستنسين (ممثل كندي، 19 أبريل 1981[28][29] – )

## وصلات خارجية
- موقع وزارة الخارجية السويدية
- موقع وزارة الخارجية الكندية